# Gosen (Bijbel)

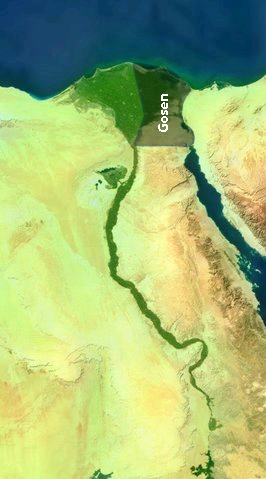
Satellietbeelden van Egypte, met een globale afkadering van Gosen

Gosen (Hebreeuws: גֹּשֶׁן, Gōšæn, in de Septuagint getranslitereerd als Γεσεμ, Gesem) is volgens de Hebreeuwse Bijbel de naam voor een gebied in het Oude Egypte waar de Israëlieten zich, als dank voor Jozefs inspanningen voor de farao, konden vestigen om hun vee te laten grazen op de vruchtbare weidegronden. Welk gebied exact met Gosen werd aangeduid, is omstreden. Meestal wordt aan een deel van de oostelijke Nijldelta gedacht, gewoonlijk het gebied rond de Wādī ṭ-Ṭumēlāt.
Nadat Jozef zich had opgewerkt tot machtigste man na de farao (Genesis 41:44-46; 45:8-9), nodigde hij zijn vader Jakob en zijn broers uit om zich in Gosen te vestigen. De mannen stemden in en stichtten er een nederzetting (Genesis 46-47). 
Eeuwenlang kon het voorheen nomadische volk van Jakob er zonder problemen wonen, tot er een farao aan de macht kwam die de Israëlieten zag als een gevaar voor zijn land. Ze zouden de kant van buitenlandse legers kunnen kiezen als deze Egypte zouden aanvallen en zo een serieus gevaar voor de Egyptenaren vormen. Om die reden moesten alle jongetjes na de geboorte worden gedood en de volwassenen werden als slaven behandeld. 
Mozes werd direct na zijn geboorte te vondeling gelegd en geadopteerd door een dochter van de farao - in de Midrasj geïdentificeerd als Bitja. Toen hij rond zijn veertigste merkte dat zijn verwanten als slaven behandeld werden, kwam Mozes in opstand. Hierna moest hij vluchten voor de farao, leerde via zijn schoonvader Jethro JHWH kennen en bracht toen hij ongeveer tachtig jaar oud was tien plagen over Egypte en nam de Israëlieten van Gosen mee op een veertig jaar durende trektocht naar hun gebied van oorsprong Kanaän, het huidige Israël en Palestina. De nederzetting in Gosen hield na 215 jaar op te bestaan (Exodus 1:1-4-22).
Volgens Exodus 12:40-41 zouden de Israëlieten precies 430 jaar in Egypte hebben gewoond.

## Trivia
De kortstondige Boerenrepubliek Goosen was vernoemd naar het Land Gosen.